# Rouane
Pour les articles homonymes, voir Rouane (homonymie).
Rouane (ou Raouan) est un village du Cameroun situé dans le département du Mayo-Danay et la Région de l'Extrême-Nord, à proximité de la frontière avec le Tchad. Il fait partie de la commune de Wina.

## Population
En 1967, la localité comptait 808 habitants, principalement des Massa et des Toupouri.
En 2005, lors du recensement général de la population et de l'habitat, on y a dénombré 1 500 personnes.